# Tzermiado
Tzermiado (grec Τζερμιάδο [dzer'mjaðo] o en grec cretenc [dʒer'mjaðo], de vegades transcrit Germiado) és una població d'uns 700 habitants, capital del municipi d'Oropédio Lassithiú (Oropedio Lasithiou o altiplà de Lassithi), a la Prefectura de Lassithi, a l'est de l'illa de Creta.